# 香川県道30号塩江屋島西線
香川県道30号塩江屋島西線（かがわけんどう30ごう しおのえやしまにしせん）は、香川県高松市を通る県道（主要地方道）である。

## 概要

### 路線データ
- 本線（Google マップ）
- 起点：香川県高松市塩江町安原上東（国道193号交点）
- 終点：香川県高松市屋島西町1899番1地先（屋島競技場南交差点、国道11号交点、香川県道14号屋島公園線終点）

## 歴史
- 1993年（平成5年）5月11日 - 建設省から、県道塩江屋島西線が塩江屋島西線として主要地方道に指定される[1]。

## 路線状況

### 名称・愛称
- 新田街道（高松市：亀田町交差点 - 馬場先）

### 2004年の台風による災害
2004年（平成16年）の相次ぐ台風災害により、2006年（平成18年）5月まで各地で寸断されたままの状態が続いていた。合併前の高松市と旧・塩江町を直接（他町を通らずに）結ぶ唯一の道路であったため、2006年（平成18年）1月10日に旧・香川町などと合併するまでの約3か月強は事実上の飛び地合併状態だった。

### 重複区間
- 香川県道12号三木国分寺線（高松市十川西町・吉田橋交差点 - 高松市亀田南町・吉田橋交差点）
- 香川県道147号太田上町志度線（高松市亀田町・亀田町交差点 - 高松市前田東町・医大西交差点）
- 香川県道155号牟礼中新線（高松市高松町 - 高松市屋島西町）

## 地理

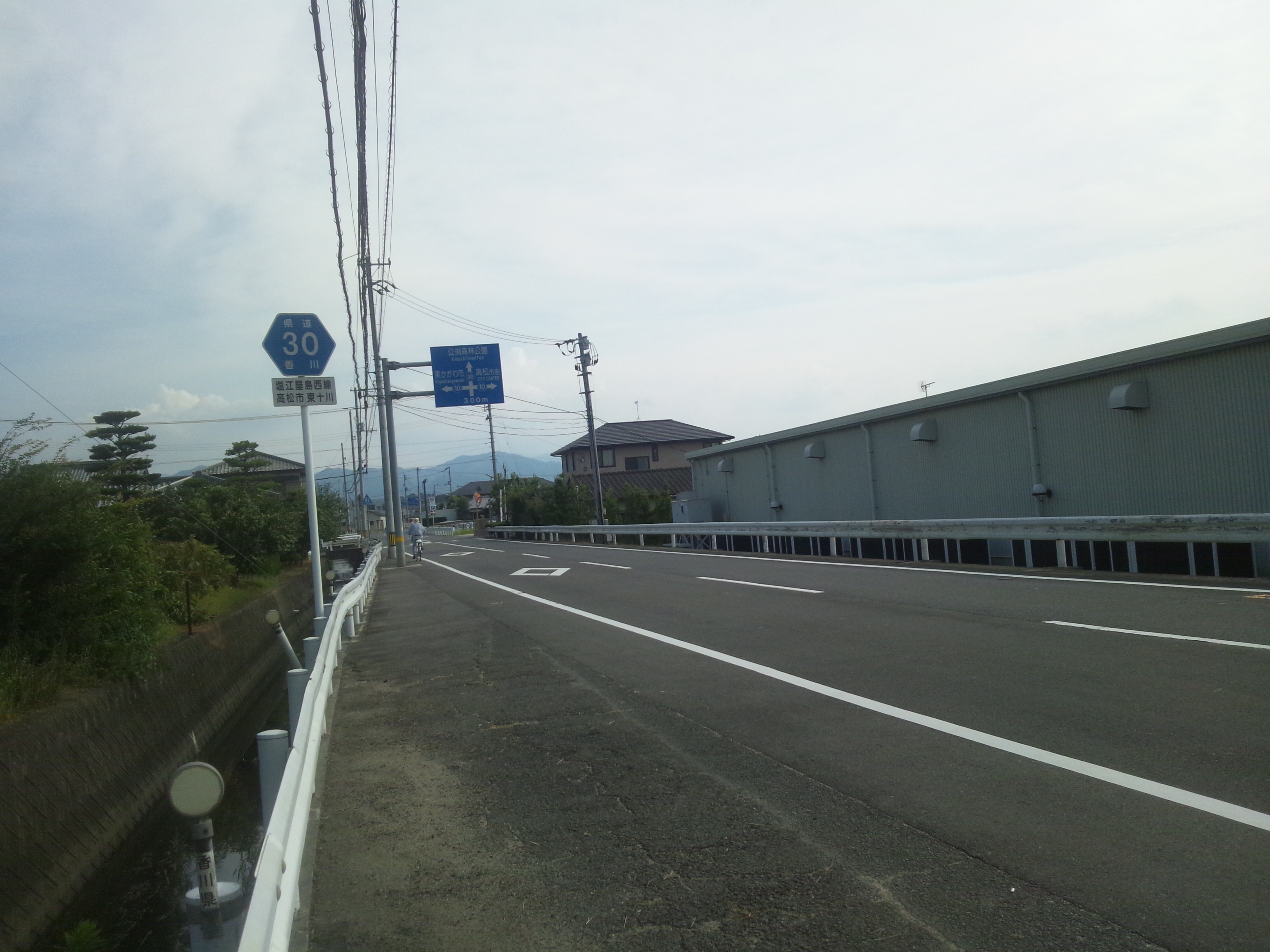
香川県道30号塩江屋島西線
（高松市十川東町）

### 通過する自治体
- 高松市

### 交差する道路
- 国道193号（国道377号・国道492号重複）（香川県高松市塩江町安原上東、起点）
- 香川県道13号三木綾川線（香川県高松市東植田町・岩破交差点）
- 香川県道10号高松長尾大内線（香川県高松市十川東町）
- 香川県道10号高松長尾大内線 バイパス（香川県高松市十川東町・十川東町交差点）
- 香川県道12号三木国分寺線（香川県高松市十川西町・吉田橋交差点）
- 香川県道12号三木国分寺線（香川県高松市亀田南町・吉田橋交差点）
- 香川県道147号太田上町志度線（香川県高松市亀田町・亀田町交差点）
- 香川県道147号太田上町志度線（香川県高松市前田東町・医大西交差点）
- 国道11号高松東バイパス（香川県高松市前田西町・前田西町交差点）
- 香川県道42号小蓑前田東線（香川県高松市前田西町・穂村交差点）
- 香川県道272号高松志度線（香川県高松市新田町・古高松南小学校東交差点）
- 香川県道155号牟礼中新線（香川県高松市高松町）
- 香川県道155号牟礼中新線（香川県高松市屋島西町）
- 国道11号（香川県道150号屋島停車場屋島公園線重複）・香川県道14号屋島公園線（香川県高松市屋島西町・屋島西町交差点、終点）